# Схюберт, Ян
Я́н Хе́ндрик Схю́берт (нидерл. Jan Hendrik Schubert; 7 марта 1910, Амстердам — 20 декабря 1960, Амстердам) — нидерландский футболист, полузащитник. С 1931 по 1943 год выступал в составе амстердамского «Аякса», был капитаном команды.

## Биография
В амстердамском «Аяксе» Схюберт появился в 1930 году, но до этого, он уже успел поиграть за несколько разных команд. Лишь в конце сезона 1930/1931 Яну удалось сыграть за первую команду, это стало возможным благодаря небольшим проблемам в полузащите клуба. Дебютировал Схюберт 25 мая 1931 года в городе Девентер в матче плей-офф чемпионата Нидерландов против клуба «Гоу Эхед», завершившемся победой амстердамцев со счётом 2:5.
Несмотря на удачную игру Джек Рейнолдс больше доверял место на поле Кору Юрриансу, а не Схюберту. В 1934 году Ян вновь получил шанс стать игроком основного состава, и свой шанс Схюберт не упустил, хотя ему пришлось играть на позиции левого вингера.
В феврале 1939 года Ян был вызван в соборную Нидерландов на товарищеский матч с венграми. Из «Аякса» на тот матч отправились ещё двое игроков, Хенк Бломвлит и Вим Андерисен. В сборной Схюберт считался преемником легендарного игрока Пюка ван Хела, выступавшего в составе «Фейеноорда». Хотя звание капитана сборной, которое долгое время числилось за Ван Хелом, в матче против венгров получил Вим Андерисен. Игра состоялась 26 февраля в Роттердаме на стадионе «Де Кёйп», в непростом матче подопечные Боба Гленденнинга одержали победу со счётом 3:2, нидерландцы вырвали победу в самом конце матча благодаря голу Бертуса де Хардера. На следующий товарищеский матч сборной, который состоялся 19 марта, Схюберт также был вызван.
Во время Второй мировой войны Ян прекратил свою карьеру в качестве футболиста. В майские дни 1940 года Схюберт был призван в армию и в годы войны попал в плен.
Свой последний матч в составе «Аякса» он провёл 31 января 1943 года против «Харлема». В общей сложности Схюберт сыграл за амстердамцев 202 матча и забил 31 гол. После окончания войны он стал выступать за крикетный клуб «Аякс». В 1958 году Ян стал членом футбольного комитета «Аякса». При нём клуб выиграл чемпионат Нидерландов сезона 1959/1960, но в том же году, 20 декабря 1960 года Ян скончался после тяжёлой болезни. Схюберт был похоронен в Амстердаме на кладбище Зоргвлид. На его похороны пришли как действующие, так и бывшие футболисты. Кроме того, кладбище посетил главный тренер сборной Нидерландов Элек Шварц, а также весь первый состав амстердамского «Аякса».

## Статистика

### Матчи Схюберта за сборную Нидерландов
| Матчи Схюберта за сборную Нидерландов | Матчи Схюберта за сборную Нидерландов | Матчи Схюберта за сборную Нидерландов | Матчи Схюберта за сборную Нидерландов | Матчи Схюберта за сборную Нидерландов | Матчи Схюберта за сборную Нидерландов |
| ------------------------------------- | ------------------------------------- | ------------------------------------- | ------------------------------------- | ------------------------------------- | ------------------------------------- |
| №                                     | Дата                                  | Соперник                              | Счёт                                  | Голы Схюберта                         | Соревнование                          |
| 1                                     | 26 февраля 1939                       | Венгрия                               | 3:2                                   | —                                     | Товарищеский матч                     |
| 2                                     | 19 марта 1939                         | Бельгия                               | 4:5                                   | —                                     | Товарищеский матч                     |

Итого: 2 матча / 0 голов; 1 победа, 0 ничьих, 1 поражение.

## Достижения
«Аякс»
- Чемпион Нидерландов (5): 1930/31, 1931/32, 1933/34, 1936/37, 1938/39